# Evropský hokejový pohár 1966/1967
2. ročník hokejového turnaje European Cupu.Vítězem turnaje se stala ZKL Brno.

## 1. kolo
- Klagenfurter AC (Rakousko) – EC Bad Tölz (NSR) 5:4, 4:2, 1:3, 4:4
- Vålerenga IF (Norsko) – Ilves Tampere (Finsko) 4:6, 8:6, 5:8, 6:7
- Grasshoppers-Club Zürich (Švýcarsko) – HC Chamonix (Francie) 1:3, 3:5, 2:0, 2:3 (druhé utkání ve Winterthuru)
- HK Jesenice (Jugoslávie) – SG Cortina Rex (Itálie) 2:6, 2:4, 5:1, 0:5 (poslední dvě utkání v Lublani)

## 2. kolo
- Klagenfurter AC – HC Chamonix 7:2, 5:3, 9:2, 3:3
- SC Dynamo Berlin (NDR) – Ilves Tampere 3:11, 4:4, 2:4, 1:7
- Podhale Nowy Targ (Polsko) – CSKA Červeno zname Sofija (Bulharsko) 11:5, 8:5, 6:1, 8:3
- Újpesti Dózsa (Maďarsko) – SG Cortina Rex 1:6, 2:6, 2:6, 5:7

## 3. kolo
- Klagenfurter AC – SG Cortina Rex 4:2, 1:1, 4:4, 2:4 (SN 3:1)
- Ilves Tampere – KS Podhale Nowy Targ 8:3, 9:1, 4:1, 6:2

## Semifinále
- Klagenfurt – ZKL Brno 4:6 (2:1,1:1,1:4) 2. února 1967
- Klagenfurt – ZKL Brno 4:4 (2:0,0:0,2:4) 3. února

Další dvě utkání v Brně se nehrála.
- Ilves Tampere – CSKA Moskva (URS) CSKA Moskva odstoupila

## Finále
(2. a 4. dubna 1967)
- Ilves Tampere – ZKL Brno 2:3 (0:0,0:2,2:1) 2. dubna
- Ilves Tampere – ZKL Brno 4:5 (2:1,1:2,1:2) 4. dubna

Obě utkání hrána v Tampere, odvetná utkání v Brně finský tým vzdal.